# Czarnoccy herbu Lis
Czarnoccy herbu Lis – polski ród szlachecki wywodzący się z Podlasia. 
Udokumentowane początki rodu sięgają XV wieku. Najstarszy zapis z 1475 roku dotyczy Jana Czarnoty i Wojciecha z Nasiłowa. Podlascy Czarnoccy prawdopodobnie pochodzą od Czarnockich herbu Lis vel Mzura z Małopolski. Protoplastą tego rodu miał być Andrzej - kasztelan żarnowski (1343 rok).
Obecnie mieszka w Polsce 2,5 tysiąca Czarnockich, ok. tysiąca Czarnockich mieszka na terenie dawnego województwa siedleckiego.